# ¡Basta! (República Checa)
Stačilo! (en checo: ¡Basta!), es un partido político de la República Checa, fundado en 2023 inicialmente como coalición electoral impulsada por la eurodiputada comunista Kateřina Konečná. En octubre de 2024 se transformó en un partido político registrado. Su ideología combina elementos de populismo de izquierda, nacionalismo de izquierda y euroescepticismo.

## Historia

### Fundación como coalición (2023)
El 4 de diciembre de 2023 se presentó públicamente como una coalición electoral bajo el liderazgo de Kateřina Konečná, presidenta del Partido Comunista de Bohemia y Moravia (KSČM). El objetivo era unir a varias formaciones de izquierda y grupos patrióticos de cara a las elecciones al Parlamento Europeo de 2024.
Entre los miembros fundadores se incluyeron:
- Partido Comunista de Bohemia y Moravia (KSČM)
- Demócratas Unidos – Asociación de Independientes (SD-SN)
- Partido Nacional Social Checo (ČSNS)
- Figuras independientes.

### Transformación en partido (2024)
El 10 de octubre de 2024 la coalición se constituyó como partido político formal con registro en el Ministerio del Interior de la República Checa.
En marzo de 2025, durante su primer congreso, fue elegido como presidente del movimiento Daniel Sterzik, mientras que Kateřina Konečná, figura fundadora y principal referente pública, no asumió cargos directivos. También fueron elegidos como vicepresidentes Ondřej Dostál y Pavlína Procházková.

## Partidos que integran el partido
| Partidos de ámbito nacional | Partidos de ámbito nacional                             | Partidos de ámbito nacional | Partidos de ámbito nacional | Partidos de ámbito nacional | Partidos de ámbito nacional | Partidos de ámbito nacional |
| Partido                     | Partido                                                 | Ideología                   | Líder                       | Miembros del PE             | Consejeros Regionales       | Miembro desde               |
| --------------------------- | ------------------------------------------------------- | --------------------------- | --------------------------- | --------------------------- | --------------------------- | --------------------------- |
|                             | Partido Comunista de Bohemia y Moravia                  | Comunismo                   | Kateřina Konečná            | 1/21                        | 32/675                      | 2023-                       |
|                             | Socialdemocracia                                        | Socialdemocracia            | Jana Maláčová               | 0/21                        | 12/675                      | 2025-                       |
|                             | Demócratas Unidos – Asociación de Independientes        | Conservadurismo             | Alena Dernerová             | 1/21                        | 2/675                       | 2023-                       |
|                             | Partido Nacional Social Checo                           | Nacionalismo de izquierda   | Michal Klusáček             | 0/21                        | 2/675                       | 2023-                       |
|                             | Moravané                                                | Regionalismo                | Ctirad Musil                | 0/21                        | 0/675                       | 2025-                       |
| Partidos de ámbito regional |                                                         |                             |                             |                             |                             |                             |
|                             | Soberanía Checa de la Socialdemocracia                  | Nacionalismo de izquierda   | Jiří Paroubek               |                             | 2/675                       | 2025-                       |
|                             | Democracia- Responsabilidad-Moralidad-Valor-Patriotismo | Nacionalismo de izquierda   | avid Tygr Ploc              | 0/675                       | 2025-                       |                             |

## Resultados electorales

### Parlamento Europeo
| Comicios | Líder            | Votos   | %    | Posición | Eurodiputados | +/– |
| -------- | ---------------- | ------- | ---- | -------- | ------------- | --- |
| 2024     | Kateřina Konečná | 283,935 | 9.56 | 4.ª      | 2/21          | 1   |

### Cámara de Diputados
| Comicios | Líder            | Votos       | %           | Posición    | Eurodiputados | +/– |
| -------- | ---------------- | ----------- | ----------- | ----------- | ------------- | --- |
| 2025     | Kateřina Konečná | Por definir | Por definir | Por definir | 0/200         |     |